# Method of Fluxions

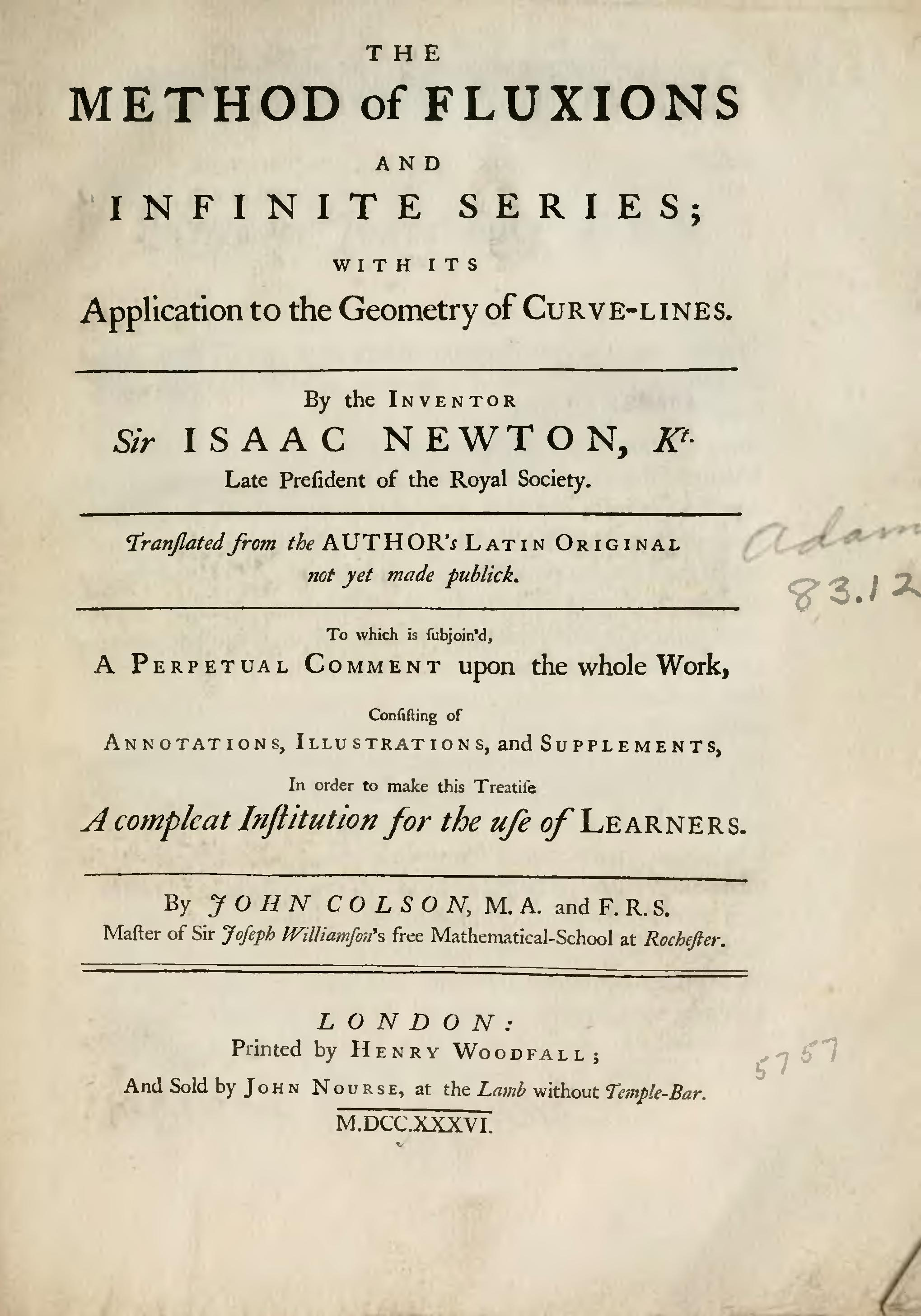
Method of Fluxions

Method of Fluxions (em latim: De Methodis Serierum et Fluxionum) é um tratado matemático de Sir Isaac Newton que serviu como uma das primeiras formulações escritas do cálculo moderno.

## O Livro
Foi concluído em 1671 e publicado em 1736. Fluxion é o termo que Newton utilizou para se referir a uma derivada. Ele originalmente desenvolveu o método em Woolsthorpe Manor durante o fechamento de Universidade de Cambridge durante a Grande Peste de Londres de 1665 a 1667, mas não optou por tornar suas descobertas conhecidas (da mesma forma, suas descobertas que eventualmente se tornaram o Princípios Matemáticos da Filosofia Natural foram desenvolvidos nesta época e escondidos do mundo nas notas de Newton por muitos anos). Gottfried Leibniz desenvolveu independentemente sua forma de cálculo por volta de 1673, sete anos após Newton estabelecer as bases para o cálculo diferencial, como visto em documentos sobreviventes como "o método de fluxões e fluentes […]" de 1666. Leibniz, no entanto, publicou sua descoberta do cálculo diferencial em 1684, nove anos antes de Newton publicar formalmente sua forma de notação de fluxões de cálculo em parte durante 1693. A notação de cálculo em uso hoje é principalmente a de Leibniz, embora a notação de ponto de Newton para diferenciação {\displaystyle {\dot {x}}} para denotar derivadas em relação ao tempo ainda está em uso em toda a mecânica e análise de circuitos.
O Method of Fluxions de Newton foi formalmente publicado postumamente, mas após a publicação do cálculo por Leibniz, uma amarga rivalidade surgiu entre os dois matemáticos sobre quem havia desenvolvido o cálculo primeiro, levando Newton a revelar seu trabalho sobre fluxões.

## Desenvolvimento da análise de Newton
Por um período de tempo que abrange a vida profissional de Newton, a disciplina de análise foi objeto de controvérsia na comunidade matemática. Embora as técnicas analíticas fornecessem soluções para problemas antigos, incluindo problemas de quadratura e a descoberta de tangentes, as provas dessas soluções não eram redutíveis às regras sintéticas da geometria euclidiana. Em vez disso, os analistas eram frequentemente forçados a invocar quantidades infinitesimais, ou "infinitamente pequenas", para justificar suas manipulações algébricas. Alguns dos contemporâneos matemáticos de Newton, como Isaac Barrow, eram altamente céticos em relação a tais técnicas, que não tinham uma interpretação geométrica clara. Embora em seus primeiros trabalhos Newton também tenha usado infinitesimais em suas derivações sem justificá-las, mais tarde, ele desenvolveu algo semelhante à definição moderna de limites, a fim de justificar seu trabalho.